# Boti Falls
Die Boti Falls sind ein Zwillingswasserfall bei Boti in Manya Krobo in der östlichen Region Ghanas. Diese Zwillingsfälle werden als weiblich und männlich bezeichnet.

## Lage
Sie befindet sich 17 km nordöstlich von Koforidua, der östlichen Hauptstadt der Region. Man benötigt knapp über 30 Minuten Fahrtzeit von Koforidua und über 90 Minuten von Accra, je nach Transportmittel.